# Сарасвати
Са́ра́свати (санскр. सरस्‍वती, IAST: Sarasvatī, «богатая водами») — в индуизме и буддизме богиня мудрости, знания, искусства, красоты и красноречия. 
Также в индуизме Сарасвати — брахмачарини, помощница Брахмы при творении Вселенной; осуществляет брак неба и земли, именно она созидает небесный Брачный Чертог — Чертог спасения и вечного блаженства. В буддизме считается супругой бодхисаттвы мудрости Манджушри. В Японии входит в семёрку богов счастья.

## Происхождение
Сарасвати упоминается в Ригведе, ей посвящены три гимна как богине великой реки. В ведийский период её почитают как очистительницу, защитницу и целительницу. Есть легенда о том, как она вместе с небесными врачевателями Ашвинами исцеляет потерявшего силу Индру.
Относительно реки, послужившей прототипом для обожествления, индологи не могут прийти к единому мнению. Предлагаются:
- Гхаггар-Хакра — сезонная река в Индии и Пакистане;
- Харахваити (нын. Аргандаб) — река в Афганистане, упоминается в Авесте;
- Инд — считается, что Сарасвати было его священным именем, а Синдху светским;
- Сарсути (ранее Сарасвати) — небольшая река, служившая рубежом священной страны Брахмаварты, колыбели цивилизации ариев. В ведийскую эпоху впадала в океан, ныне теряется в песках пустыни.

## Послеведийский период
После того, как древняя река пересохла или изменила русло, богиню Сарасвати перестали связывать с рекой, отныне она супруга Брахмы и покровительница искусств и наук. Ей приписывают изобретение санскрита и алфавита деванагари.

## Иконография
Сарасвати изображают в виде красивой женщины, одетой в белое. Обычно она сидит на лотосовом пьедестале (падма-сана) в прекрасной позе (лалитасана): одна нога свисает вниз, в то время как другая находится под ней. Связана с белым цветом, символизирующим чистоту знания. Она не носит драгоценности и золото, одета строго — в знак того, что предпочитает духовные ценности материальным. Обычно её изображают с четырьмя руками. В её руках:
- священная книга Вед — символ науки;
- чётки из белого жемчуга — символ духовности;
- чаша со священной водой — символ созидающей и очищающей силы;
- вина — музыкальный инструмент, символ искусства.

На некоторых рельефах она не держит музыкальный инструмент и её руки сложены в абхая-мудру (жест защиты) или в варада-мудру (жест благословения). Часто изображается сидящей на белом лебеде, а её эмблема — шестиконечная звезда или гексаграмма (шаткопа или садъянтра). Иногда её изображают стоящей.